# حسین‌آباد (بندرگز)
حسین‌آباد روستایی در دهستان انزان شرقی بخش مرکزی شهرستان بندرگز استان گلستان ایران است.

## جمعیت
بر پایه سرشماری عمومی نفوس و مسکن در سال ۱۳۹۵ جمعیت این مکان ۷۱۴ نفر (۲۰۷خانوار) بوده‌است.